# Satraparchis hypenaria
Satraparchis hypenaria är en fjärilsart som beskrevs av Achille Guenée 1857. Satraparchis hypenaria ingår i släktet Satraparchis och familjen mätare. Inga underarter finns listade.